# Shimazu Iehisa
Pour son neveu qui a pris son nom, voir Shimazu Tadatsune
Shimazu Iehisa est un nom japonais traditionnel ; le nom de famille (ou le nom d'école), Shimazu, précède donc le prénom (ou le nom d'artiste).
Shimazu Iehisa (島津 家久, 1547-10 juillet 1587) est un samouraï de la période Sengoku membre du clan Shimazu de la province de Satsuma.
Troisième fils de Shimazu Takahisa, Iehisa aide ses frères lors de sa campagne pour l'unification du Kyūshū et participe à la campagne de résistance contre Toyotomi Hideyoshi qui a entrepris de pacifier l'île jusqu'à ce qu'ils soient repliés dans la province de Satsuma.
Le jour où le clan se rend, Iehisa meurt par empoisonnement.